# الجنيد (حزم العدين)

تعديل مصدري - تعديل

الجنيد هي إحدى قرى عزلة يريس بمديرية حزم العدين التابعة لمحافظة إب، بلغ تعداد سكانها 261 نسمة حسب تعداد اليمن لعام 2004.